# Восау (містечко, Вісконсин)
Восау (англ. Wausau) — місто (англ. town) в США, в окрузі Марафон штату Вісконсин. Населення — 2161 особа (2020).

## Демографія
Згідно з переписом 2010 року, у місті мешкало 2229 осіб у 860 домогосподарствах у складі 684 родин. Було 901 помешкання
Расовий склад населення:
| - 93,9 % — білих - 3,7 % — азіатів - 0,4 % — корінних американців - 0,3 % — чорних або афроамериканців |

До двох чи більше рас належало 1,6 %. Частка іспаномовних становила 0,9 % від усіх жителів.
За віковим діапазоном населення розподілялося таким чином: 20,0 % — особи молодші 18 років, 63,1 % — особи у віці 18—64 років, 16,9 % — особи у віці 65 років та старші. Медіана віку мешканця становила 45,6 року. На 100 осіб жіночої статі у місті припадало 106,8 чоловіків;  на 100 жінок у віці від 18 років та старших — 105,3 чоловіків також старших 18 років.
Середній дохід на одне домашнє господарство  становив 78 324 долари США (медіана — 68 309), а середній дохід на одну сім'ю — 79 036 доларів (медіана — 72 500). Медіана доходів становила 39 375 доларів для чоловіків та 36 607 доларів для жінок. За межею бідності перебувало 5,8 % осіб, у тому числі 4,2 % дітей у віці до 18 років та 7,7 % осіб у віці 65 років та старших.
Цивільне працевлаштоване населення становило 1502 особи. Основні галузі зайнятості: виробництво — 18,7 %, сільське господарство, лісництво, риболовля — 18,0 %, освіта, охорона здоров'я та соціальна допомога — 14,3 %, роздрібна торгівля — 11,1 %.